# Socratea exorrhiza
Сократея обнажённокорневая, также Сократея голокоренная (лат. Socratea exorrhiza), Ходячая пальма, Кашапона — пальма, произрастающая в дождевых лесах тропиков Центральной и Южной Америки. Высота растений может достигать 25 м, а диаметр стебля — 16 см, однако средние размеры составляют 15—20 м и 12 см соответственно. Имеет необычные ходульные корни, функция которых является предметом обсуждений. На стволах этого вида пальм растут многие виды эпифитов. Пальма опыляется жуками, кроме того различные организмы питаются её семенами и проростками.

## Функция ходульных корней
В 1961 г. британский учёный Корнер выдвинул гипотезу о том, что необычные ходульные корни сократеи обнажённокорневой являются биологической адаптацией, позволяющей пальме расти в болотистых участках леса. На сегодняшний день не существует доказательств в пользу того, что ходульные корни на самом деле являются биологической адаптацией к затоплению почвы, также были предложены альтернативные гипотезы.
В 1980 г. Джон Х. Бодли предположил, что ходульные корни позволяют пальме «отойти» от точки произрастания, в случае если другое дерево падает на проростки и повреждает их. Если это происходит, пальма производит новые вертикальные ходульные корни, чтобы сохранить равновесие, а старые корни отмирают. В декабре 2009 г. в журнале Skeptical Inquirer американский писатель Бенджамин Рэдфорд высказал своё мнение по этому поводу: «Было бы забавно, если бы деревья ходили по тропическому лесу, пока никто этого не видит, но это всего лишь миф», а после процитировал результаты двух детальных исследований, подтверждающих это.
С тех пор были предложены и другие преимущества ходульных корней перед обычными. В 1983 г. Суэйн предположил, что они позволяют пальмам произрастать в районах с большим количеством мусора (например, сухие бревна), поскольку они могут избежать препятствий, перемещая корни. В том же году Хартшорн предположил, что ходульные корни позволяют пальме расти вверх, чтобы достигать света без увеличения диаметра ствола. Корни делают пальму более устойчивой, вследствие чего она может расти выше и быстрее по сравнению с другими. Кроме того, ходульные корни позволяют Socratea exorrhiza расходовать меньше биомассы на подземные корни, чем это делают другие пальмы, оставляя больше энергии для корней, растущих над землей. Было также высказано мнение, что такие корни могут давать преимущество пальме, когда она растёт на склоне, но никаких доказательств этого не было обнаружено.
Подобные корни имеет ещё один вид пальм — Iriartea ventricosa.